# La riva bianca, la riva nera/Tu non sei più innamorato di me
La riva bianca, la riva nera/Tu non sei più innamorato di me è un singolo della cantante italiana Iva Zanicchi, pubblicato su vinile a 45 giri nel 1971.

## Tracce
Lato A
- La riva bianca, la riva nera - 3:47 - (Alberto Testa - Eros Sciorilli)

Lato B
- Tu non sei più innamorato di me - 3:30 - (A. Arazzini - E. Leoni)